# Phylidorea (Phylidorea) celaena
Phylidorea (Phylidorea) celaena is een tweevleugelige uit de familie steltmuggen (Limoniidae). De soort komt voor in het Palearctisch gebied.